# 冥婚 (2022年電影)
《冥婚》（英語：Ghost Wedding）是2022年以冥婚為題材的香港恐怖奇幻電影，由梁鴻華、葉僑執導，陳家樂、陳嘉桓、雨僑、羅蘭、張達明、雪梨領銜主演。

## 演員
- 陳家樂飾演陳志成
- 陳嘉桓飾演思桐
- 雨僑飾演月瑩

## 外部連結
- 香港影庫上《冥婚》的資料（繁體中文）